# GS Yuasa

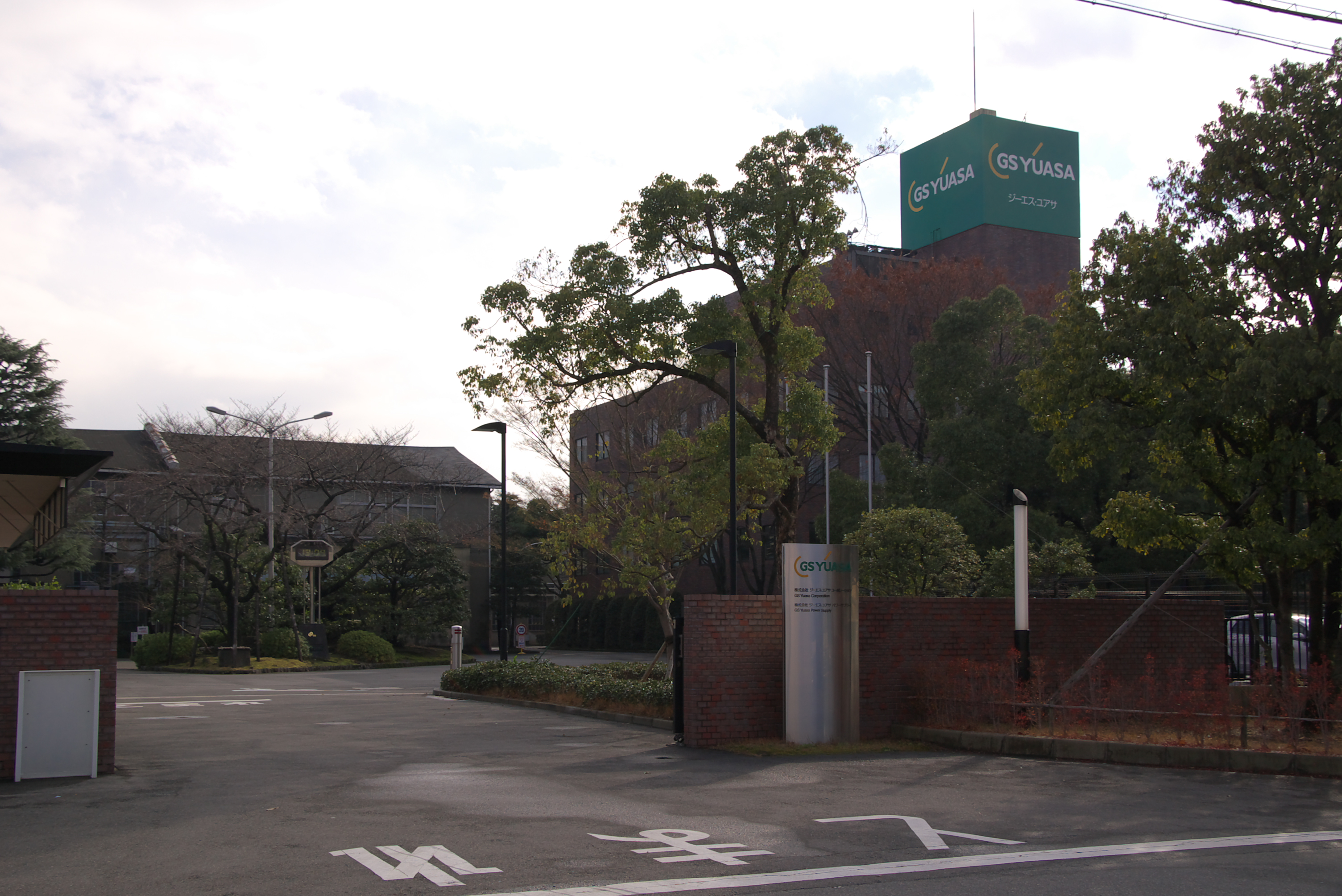
Sede da GS Yuasa, em Kyoto.

GS Yuasa Corporation (株式会社ジーエス・ユアサ コーポレーション Kabushiki-gaisha GS Yuasa Kōporēshon?) é uma companhia de eletrônicos japonesa, sediada em Kyoto.

## História
A companhia foi estabelecida em 1909 como Shichizaemon Yuasa.